# Bilal Njie
Bilal Elmi Njie (Oslo, 13 giugno 1998) è un calciatore norvegese naturalizzato somalo, attaccante del KFUM Oslo.

## Biografia
Njie è nato in Norvegia, da padre gambiano e madre somala. Anche suo fratello Moussa e suo cugino Momodou Lion sono calciatori professionisti.

## Carriera

### Club
Njie è cresciuto nelle giovanili del Vålerenga. Ha esordito in Eliteserien con questa squadra, in data 30 settembre 2017: ha sostituito Chidera Ejuke nella sconfitta per 4-2 subita in casa dello Stabæk.
Il 22 gennaio 2018 è passato all'Odd, a cui si è legato con un contratto triennale. Il successivo 11 marzo ha quindi debuttato con la nuova squadra, schierato titolare nella partita casalinga persa per 1-2 contro l'Haugesund. Il 18 marzo 2018 ha trovato il primo gol nella massima divisione locale, nella sconfitta per 2-1 subita contro il Vålerenga.
Il 5 ottobre 2020 è passato al KFUM Oslo, in 1. divisjon, con un contratto valido fino al termine della stagione. L'11 ottobre ha giocato la prima partita con la nuova casacca, in occasione della vittoria per 3-1 arrivata sul Grorud. Il 24 ottobre ha siglato il primo gol, nel pareggio per 1-1 sul campo dell'Åsane. Il 25 febbraio 2021 ha prolungato il contratto che lo legava al club, fino al 31 luglio 2022.
Il 31 marzo 2022 è passato all'Haugesund, firmando un accordo valido fino al 31 dicembre 2024. È tornato a calcare i campi dell'Eliteserien il 3 aprile seguente, impiegato da titolare nella partita persa per 1-3 contro il Sandefjord. Il 10 luglio è arrivato il primo gol, in occasione del pareggio interno per 1-1 arrivato contro l'HamKam.
Il 30 marzo 2024 ha fatto ritorno all'Odd, firmando un contratto fino al 31 luglio 2025.
Il 14 agosto 2025 è tornato al KFUM Oslo, per cui ha siglato un accordo valido per il successivo anno e mezzo.

### Nazionale
Il 3 ottobre 2023, Njie è stato convocato dalla Somalia. Ha debuttato in occasione dell'amichevole persa per 3-0 contro il Niger.

## Statistiche

### Presenze e reti nei club
Statistiche aggiornate al 14 agosto 2025.
| Stagione         | Club             | Campionato       | Campionato | Campionato | Coppe nazionali | Coppe nazionali | Coppe nazionali | Coppe continentali | Coppe continentali | Coppe continentali | Supercoppe | Supercoppe | Supercoppe | Totale | Totale |
| Stagione         | Club             | Comp             | Pres       | Reti       | Comp            | Pres            | Reti            | Comp               | Pres               | Reti               | Comp       | Pres       | Reti       | Pres   | Reti   |
| ---------------- | ---------------- | ---------------- | ---------- | ---------- | --------------- | --------------- | --------------- | ------------------ | ------------------ | ------------------ | ---------- | ---------- | ---------- | ------ | ------ |
| 2017             | Vålerenga        | ES               | 1          | 0          | CN              | 0               | 0               | -                  | -                  | -                  | -          | -          | -          | 1      | 0      |
| 2018             | Odd              | ES               | 22         | 3          | CN              | 4               | 1               | -                  | -                  | -                  | -          | -          | -          | 26     | 4      |
| 2019             | Odd              | ES               | 6          | 0          | CN              | 0               | 0               | -                  | -                  | -                  | -          | -          | -          | 6      | 0      |
| gen.-ott. 2020   | Odd              | ES               | 10         | 0          | -               | -               | -               | -                  | -                  | -                  | -          | -          | -          | 10     | 0      |
| ott.-dic. 2020   | KFUM Oslo        | 1D               | 11         | 3          | -               | -               | -               | -                  | -                  | -                  | -          | -          | -          | 11     | 3      |
| 2021             | KFUM Oslo        | 1D               | 18+3       | 6+3        | CN              | 5               | 2               | -                  | -                  | -                  | -          | -          | -          | 26     | 11     |
| 2022             | Haugesund        | ES               | 23         | 6          | CN              | 4               | 0               | -                  | -                  | -                  | -          | -          | -          | 27     | 6      |
| 2023             | Haugesund        | ES               | 26         | 5          | CN              | 2               | 3               | -                  | -                  | -                  | -          | -          | -          | 28     | 8      |
| Totale Haugesund | Totale Haugesund | Totale Haugesund | 49         | 11         |                 | 6               | 3               |                    | -                  | -                  |            | -          | -          | 55     | 14     |
| 2024             | Odd              | ES               | 24         | 2          | CN              | 2               | 0               | -                  | -                  | -                  | -          | -          | -          | 26     | 2      |
| gen.-lug. 2025   | Odd              | 1D               | 15         | 0          | CN              | 0               | 0               | -                  | -                  | -                  | -          | -          | -          | 15     | 0      |
| Totale Odd       | Totale Odd       | Totale Odd       | 77         | 5          |                 | 6               | 1               |                    | -                  | -                  |            | -          | -          | 83     | 6      |
| ago.-dic. 2025   | KFUM Oslo        | ES               | 0          | 0          | CN              | -               | -               | -                  | -                  | -                  | -          | -          | -          | 0      | 0      |
| Totale KFUM Oslo | Totale KFUM Oslo | Totale KFUM Oslo | 29+3       | 9+3        |                 | 5               | 2               |                    | -                  | -                  |            | -          | -          | 37     | 14     |
| Totale           | Totale           | Totale           | 156+3      | 25+3       |                 | 17              | 6               |                    | -                  | -                  |            | -          | -          | 176    | 34     |